# WECの大会一覧
WECの大会一覧（ダブリューイーシーのたいかいいちらん）は、アメリカ合衆国の総合格闘技団体「WEC」の大会名および開催履歴を表した一覧である。

## 開催履歴
最近に開催された順に記載。
| 大会名                            | 開催年月日     | 会場                                   | 開催地                       |
| --------------------------------- | -------------- | -------------------------------------- | ---------------------------- |
| WEC 53: Henderson vs. Pettis      | 2010年12月16日 | ジョビング・ドットコム・アリーナ       | アリゾナ州グレンデール       |
| WEC 52: Faber vs. Mizugaki        | 2010年11月11日 | ザ・パール                             | ネバダ州ラスベガス           |
| WEC 51: Aldo vs. Gamburyan        | 2010年9月30日  | 1stバンク・センター                    | コロラド州ブルームフィールド |
| WEC 50: Cruz vs. Benavidez 2      | 2010年8月18日  | ザ・パール                             | ネバダ州ラスベガス           |
| WEC 49: Varner vs. Shalorus       | 2010年6月20日  | レクソール・プレイス                   | アルバータ州エドモントン     |
| WEC 48: Aldo vs. Faber            | 2010年4月24日  | アルコ・アリーナ                       | カリフォルニア州サクラメント |
| WEC 47: Bowles vs. Cruz           | 2010年3月6日   | ネイションワイド・アリーナ             | オハイオ州コロンバス         |
| WEC 46: Varner vs. Henderson      | 2010年1月10日  | アルコ・アリーナ                       | カリフォルニア州サクラメント |
| WEC 45: Cerrone vs. Ratcliff      | 2009年12月19日 | ザ・パール                             | ネバダ州ラスベガス           |
| WEC 44: Brown vs. Aldo            | 2009年11月18日 | ザ・パール                             | ネバダ州ラスベガス           |
| WEC 43: Cerrone vs. Henderson     | 2009年10月10日 | AT&Tセンター                           | テキサス州サンアントニオ     |
| WEC 42: Torres vs. Bowles         | 2009年8月9日   | ザ・ジョイント                         | ネバダ州ラスベガス           |
| WEC 41: Brown vs. Faber 2         | 2009年6月7日   | アルコ・アリーナ                       | カリフォルニア州サクラメント |
| WEC 40: Torres vs. Mizugaki       | 2009年4月5日   | UICパヴィリオン                        | イリノイ州シカゴ             |
| WEC 39: Brown vs. Garcia          | 2009年3月1日   | アメリカン・バンク・センター           | テキサス州コーパスクリスティ |
| WEC 38: Varner vs. Cerrone        | 2009年1月25日  | サンディエゴ・スポーツアリーナ         | カリフォルニア州サンディエゴ |
| WEC 37: Torres vs. Tapia          | 2008年12月3日  | ザ・ジョイント                         | ネバダ州ラスベガス           |
| WEC 36: Faber vs. Brown           | 2008年11月5日  | ハードロック・ホテル&カジノ            | フロリダ州タンパ             |
| WEC 35: Condit vs. Miura          | 2008年8月3日   | ザ・ジョイント                         | ネバダ州ラスベガス           |
| WEC 34: Faber vs. Pulver          | 2008年6月1日   | アルコ・アリーナ                       | カリフォルニア州サクラメント |
| WEC 33: Marshall vs. Stann        | 2008年3月26日  | ザ・ジョイント                         | ネバダ州ラスベガス           |
| WEC 32: Condit vs. Prater         | 2008年2月13日  | サンタアナ・スターセンター             | ニューメキシコ州アルバカーキ |
| WEC 31: Faber vs. Curran          | 2007年12月12日 | ザ・ジョイント                         | ネバダ州ラスベガス           |
| WEC 30: McCullough vs. Crunkilton | 2007年9月5日   | ザ・ジョイント                         | ネバダ州ラスベガス           |
| WEC 29: Condit vs. Larson         | 2007年8月5日   | ザ・ジョイント                         | ネバダ州ラスベガス           |
| WEC 28: Faber vs. Farrar          | 2007年6月3日   | ザ・ジョイント                         | ネバダ州ラスベガス           |
| WEC 27: Marshall vs. McElfrish    | 2007年5月12日  | ザ・ジョイント                         | ネバダ州ラスベガス           |
| WEC 26: Condit vs. Alessio        | 2007年3月24日  | ザ・ジョイント                         | ネバダ州ラスベガス           |
| WEC 25: McCullough vs. Cope       | 2007年1月20日  | ザ・ジョイント                         | ネバダ州ラスベガス           |
| WEC 25よりズッファLLCによる運営   |                |                                        |                              |
| WEC 24: Full Force                | 2006年10月12日 | タチ・パレス・ホテル                   | カリフォルニア州レムーア     |
| WEC 23: Hot August Fights         | 2006年8月17日  | タチ・パレス・ホテル                   | カリフォルニア州レムーア     |
| WEC 22: The Hitmen                | 2006年7月28日  | タチ・パレス・ホテル                   | カリフォルニア州レムーア     |
| WEC 21: Tapout                    | 2006年6月15日  | サン・マニュエル・インディアン・ビンゴ | カリフォルニア州ハイランド   |
| WEC 20: Cinco de Mayhem           | 2006年5月5日   | タチ・パレス・ホテル                   | カリフォルニア州レムーア     |
| WEC 19: Undisputed                | 2006年3月17日  | タチ・パレス・ホテル                   | カリフォルニア州レムーア     |
| WEC 18: Unfinished Business       | 2006年1月13日  | タチ・パレス・ホテル                   | カリフォルニア州レムーア     |
| WEC 17: Halloween Fury 4          | 2005年10月14日 | タチ・パレス・ホテル                   | カリフォルニア州レムーア     |
| WEC 16: Clash of the Titans 2     | 2005年8月18日  | タチ・パレス・ホテル                   | カリフォルニア州レムーア     |
| WEC 15: Judgment Day              | 2005年5月19日  | タチ・パレス・ホテル                   | カリフォルニア州レムーア     |
| WEC 14: Vengeance                 | 2005年3月17日  | タチ・パレス・ホテル                   | カリフォルニア州レムーア     |
| WEC 13: Heavyweight Explosion     | 2005年1月22日  | タチ・パレス・ホテル                   | カリフォルニア州レムーア     |
| WEC 12: Halloween Fury 3          | 2004年10月21日 | タチ・パレス・ホテル                   | カリフォルニア州レムーア     |
| WEC 11: Evolution                 | 2004年8月20日  | タチ・パレス・ホテル                   | カリフォルニア州レムーア     |
| WEC 10: Bragging Rights           | 2004年3月21日  | タチ・パレス・ホテル                   | カリフォルニア州レムーア     |
| WEC 9: Cold Blooded               | 2004年1月16日  | タチ・パレス・ホテル                   | カリフォルニア州レムーア     |
| WEC 8: Halloween Fury 2           | 2003年10月17日 | タチ・パレス・ホテル                   | カリフォルニア州レムーア     |
| WEC 7: This Time It's Personal    | 2003年8月9日   | タチ・パレス・ホテル                   | カリフォルニア州レムーア     |
| WEC 6: Return of a Legend         | 2003年3月27日  | タチ・パレス・ホテル                   | カリフォルニア州レムーア     |
| WEC 5: Halloween Fury             | 2002年10月18日 | タチ・パレス・ホテル                   | カリフォルニア州レムーア     |
| WEC 4: Rumble Under the Sun       | 2002年8月31日  | モヒガン・サン・アリーナ               | コネチカット州モンヴィル     |
| WEC 3: All or Nothing             | 2002年6月7日   | タチ・パレス・ホテル                   | カリフォルニア州レムーア     |
| WEC 2: Clash of the Titans        | 2001年10月4日  | タチ・パレス・ホテル                   | カリフォルニア州レムーア     |
| WEC 1: Princes of Pain            | 2001年6月30日  | タチ・パレス・ホテル                   | カリフォルニア州レムーア     |

## 主な試合結果

### 2008年
WEC 37: Torres vs. Tapia（2008年12月3日）
○ ミゲール・トーレス（2R 3:04 TKO）マニー・タピア × 【バンタム級タイトルマッチ】
○ ヴァグネイ・ファビアーノ（3R 4:48 肩固め）田村彰敏 ×
○ ブライアン・ボウルズ（3R 1:11 フロントチョーク）ウィル・ヒベイロ ×
○ ジョセフ・ベナヴィデス（判定3-0）ダニー・マルティネス ×
○ カブ・スワンソン（判定3-0）高谷裕之 ×
WEC 36: Faber vs. Brown（2008年11月5日）
○ マイク・トーマス・ブラウン（1R 2:23 TKO）ユライア・フェイバー × 【フェザー級タイトルマッチ】
○ チェール・ソネン（判定3-0）パウロ・フィリオ ×
フィリオが規定体重をクリア出来なかったため（4ポンドオーバー）、ミドル級タイトルマッチからノンタイトル戦に変更された。
○ レオナルド・ガルシア（1R 1:12 TKO）ジェンス・パルヴァー ×
○ ドナルド・セラーニ（判定3-0）ロブ・マックロー ×
○ ジョゼ・アルド（3R 0:45 TKO）ジョナサン・ブルッキンズ ×
○ カーメロ・マレロ（判定3-0）スティーヴ・スタインベイス ×
○ ハニ・ヤヒーラ（1R 3:30 フロントチョーク）前田吉朗 ×
WEC 35: Condit vs. Miura（2008年8月3日）
○ カーロス・コンディット（4R 4:43 TKO）三浦広光 × 【ウェルター級タイトルマッチ】
○ スティーヴ・キャントウェル（2R 4:01 TKO）ブライアン・スタン × 【ライトヘビー級タイトルマッチ】
○ ジェイミー・ヴァーナー（1R 2:08 TKO）マーカス・ヒックス × 【ライト級タイトルマッチ】
○ ブライアン・ボウルズ（1R 3:30 フロントチョーク）ダマッシオ・ペイジ ×
○ スコット・ヨルゲンセン（判定3-0）大沢ケンジ ×
WEC 34: Faber vs. Pulver（2008年6月1日）
○ ユライア・フェイバー（判定3-0）ジェンス・パルヴァー × 【フェザー級タイトルマッチ】
○ ミゲール・トーレス（3R終了時 TKO）前田吉朗 × 【バンタム級タイトルマッチ】
○ ドナルド・セラーニ（1R 0:30 腕ひしぎ十字固め）ダニー・カスティーリョ ×
○ マイク・トーマス・ブラウン（判定3-0）ジェフ・カラン ×
○ ウィル・ヒベイロ（判定2-1）チェイス・ビービー ×
○ ジョゼ・アルド（2R 3:22 TKO）アレッシャンドリ・フランカ・ノゲイラ ×
WEC 33: Marshall vs. Stann（2008年3月26日）
○ ブライアン・スタン（判定3-0）ダグ・マーシャル × 【ライトヘビー級タイトルマッチ】
○ チェール・ソネン（判定3-0）ブライアン・ベーカー ×
○ 三浦広光（1R 2:35 TKO）ブラス・アヴェナ ×
△ 大沢ケンジ（引き分け）クリス・マニュエル △
○ ローガン・クラーク（1R 4:37 TKO）スコット・ハーパー ×
WEC 32: Condit vs. Prater（2008年2月13日）
○ カーロス・コンディット（1R 3:48 フロントチョーク）カーロ・プレイター × 【ウェルター級タイトルマッチ】
○ ジェイミー・ヴァーナー（3R 2:54 KO）ロブ・マックロー × 【ライト級タイトルマッチ】
○ ミゲール・トーレス（1R 3:59 フロントチョーク）チェイス・ビービー × 【バンタム級タイトルマッチ】
○ レオナルド・ガルシア（1R 1:31 TKO）高谷裕之 ×
○ ジョシュ・グリスピ（1R 2:55 チョークスリーパー）マーク・ホーミニック ×
○ 前田吉朗（1R 2:29 TKO）チャーリー・ヴァレンシア ×

### 2007年
WEC 31: Faber vs. Curran（2007年12月12日）
○ ユライア・フェイバー（2R 4:34 フロントチョーク）ジェフ・カラン × 【フェザー級タイトルマッチ】
○ ジェンス・パルヴァー（1R 0:35 チョークスリーパー）カブ・スワンソン ×
○ パウロ・フィリオ（2R 4:55 腕ひしぎ十字固め）チェール・ソネン × 【ミドル級タイトルマッチ】
○ ダグ・マーシャル（1R 0:55 腕ひしぎ十字固め）アリエル・ガンデューラ × 【ライトヘビー級タイトルマッチ】
○ ブライアン・ボウルズ（2R 2:09 KO）マルコ・ガウバォン ×
WEC 30: McCullough vs. Crunkilton（2007年9月5日）
○ ロブ・マックロー（1R 1:29 TKO）リチャード・クランキルトン × 【ライト級王座決定戦】
○ ドナルド・セラーニ（1R 0:54 三角絞め）ケネス・アレクサンダー ×
試合後、セラーニから禁止薬物が検出されたため無効試合となった。
○ チェイス・ビービー（判定3-0）ハニ・ヤヒーラ × 【バンタム級タイトルマッチ】
WEC 29: Condit vs. Larson（2007年8月5日）
○ カーロス・コンディット（1R 2:21 腕ひしぎ十字固め）ブロック・ラーソン × 【ウェルター級タイトルマッチ】
○ パウロ・フィリオ（1R 4:07 TKO）ジョー・ドークセン × 【ミドル級王座決定戦】
○ ジェフ・カラン（判定3-0）ステファン・レッドベター ×
○ ジェイミー・ヴァーナー（1R 4:08 TKO）シェロン・レゲット ×
○ 三浦広光（2R 3:35 TKO）フェルナンド・ゴンザレス ×
○ ローガン・クラーク（判定3-0）エリック・シャンバリ ×
WEC 28: WrekCage（2007年6月3日）
○ ユライア・フェイバー（1R 3:39 チョークスリーパー）チャンス・ファーラー × 【フェザー級タイトルマッチ】
○ ハニ・ヤヒーラ（1R 1:19 チョークスリーパー）マーク・ホーミニック ×
○ ブライアン・ボウルズ（1R 2:50 チョークスリーパー）チャーリー・ヴァレンシア ×
WEC 27: Marshall vs. McElfrish（2007年5月12日）
○ ダグ・マーシャル（1R 2:16 TKO）ジャスティン・マッケルフレッシュ × 【ライトヘビー級タイトルマッチ】
○ ジェイソン・"メイヘム"・ミラー（判定3-0）三浦広光 ×
WEC 26: Condit vs. Alessio（2007年3月24日）
○ カーロス・コンディット（1R 4:59 チョークスリーパー）ジョン・アレッシオ × 【ウェルター級王座決定戦】
○ ユライア・フェイバー（1R 1:38 フロントチョーク）ドミニク・クルーズ × 【フェザー級タイトルマッチ】
○ チェイス・ビービー（判定3-0）エディ・ワインランド × 【バンタム級タイトルマッチ】
WEC 25: McCullough vs. Cope（2007年1月20日）
○ ロブ・マックロー（1R 2:52 ギブアップ）キット・コープ × 【ライト級王座決定戦】
○ ユライア・フェイバー（1R 2:31 ギブアップ）ジョー・ピアソン × 【フェザー級タイトルマッチ】
○ ローガン・クラーク（3R 4:23 TKO）ブラス・アヴェナ ×
○ カーロス・コンディット（1R 2:10 チョークスリーパー）カイル・ジェンセン ×

### 2006年
WEC 24: Full Force（2006年10月12日）
○ エルメス・フランカ（2R 2:46 腕ひしぎ十字固め）ネイサン・ディアス × 【ライト級タイトルマッチ】
○ テリー・マーティン（1R 2:52 TKO）キース・ベリー ×
○ グローバー・テイシェイラ（1R 1:41 TKO）ソクジュ ×
WEC 23: Hot August Fights（2006年8月17日）
○ ダグ・マーシャル（1R TKO）ロデューン・シンケイド × 【ライトヘビー級タイトルマッチ】
○ クレイ・グイダ（判定3-0）ジョー・マーティン ×
WEC 22: The Hitmen（2006年7月28日）
○ アレックス・スティーブリング（判定3-0）ジェイソン・グイダ ×
WEC 21: Tapout（2006年6月15日）
○ ネイサン・ディアス（2R 2:03 三角絞め）ジョー・ヒューリー ×
○ エルメス・フランカ（1R 0:40 腕ひしぎ十字固め）ブランドン・オルセン ×
WEC 20: Cinco de Mayhem（2006年5月5日）
○ ロデューン・シンケイド（1R 3:17 チョークスリーパー）ダン・モリナ × 【ライトヘビー級王座決定戦】
○ エディ・ワインランド（1R 2:36 TKO）アントニオ・バヌエロス × 【バンタム級王座決定戦】
○ ネイサン・ディアス（1R 3:35 TKO）ギル・ラエル ×
WEC 19: Undisputed（2006年3月17日）
○ ユライア・フェイバー（2R終了時 TKO）コール・エスコヴィード × 【フェザー級タイトルマッチ】
○ ロデューン・シンケイド（判定3-0）ジェームス・アーヴィン ×
○ エルメス・フランカ（1R 0:36 TKO）ゲイブ・ルーディジャー × 【ライト級タイトルマッチ】
○ ジェイク・オブライエン（1R 0:14 KO）ジェイ・ホワイト ×
WEC 18: Unfinished Business（2006年1月13日）
○ ヴァーノン・ホワイト（1R終了時 TKO）ジェイソン・グイダ ×
○ マイク・パイル（1R 2:06 三角絞め）ショーニー・カーター × 【ウェルター級タイトルマッチ】
○ スコット・スミス（1R 1:15 TKO）ジャスティン・レヴェンス × 【ライトヘビー級タイトルマッチ】
○ クリス・ライトル（1R 3:50 ギブアップ）サヴァン・ヤング ×

### 2005年
WEC 17: Halloween Fury 4（2005年10月14日）
○ スコット・スミス（1R 3:55 TKO）テイト・フレッチャー × 【ライトヘビー級王座決定戦】
○ リコ・ロドリゲス（1R 4:13 ギブアップ）ジミー・アンブリッツ ×
○ ゲイブ・ルーディジャー（判定3-0）サム・ウェルズ × 【ライト級タイトルマッチ】
○ マイク・パイル（1R 3:36 三角絞め）ブレット・バーグマーク × 【ウェルター級王座決定戦】
○ ヴァーノン・ホワイト（2R 0:09 KO）アレックス・スティーブリング ×
○ ジャスティン・レヴェンス（1R KO）ジョルジ・オリヴェイラ ×
WEC 16: Clash of the Titans 2（2005年8月18日）
○ ロン・ウォーターマン（判定2-1）リコ・ロドリゲス × 【スーパーヘビー級タイトルマッチ】
WEC 15: Judgment Day（2005年5月19日）
○ ジェームス・アーヴィン（2R 0:45 KO）ダグ・マーシャル ×
○ ジョー・リッグス（1R 1:24 ギブアップ）ロブ・キモンズ × 【ミドル級王座決定戦】
○ クリス・ライトル（判定3-0）パット・ヒーリー ×
○ ジャスティン・レヴェンス（1R 3:46 チョークスリーパー）トニー・ロペス ×
○ ジェイ・ヒエロン（判定3-0）アダム・リン ×
WEC 14: Vengeance（2005年3月17日）
○ テリー・マーティン（2R 3:14 ギブアップ）ホーマー・ムーア ×
○ アレックス・セルジュコフ（2R 2:56 三角絞め）マーク・ウィアー ×
○ ゲイブ・ルーディジャー（1R 3:28 チョークスリーパー）ジェイソン・マックスウェル × 【ライト級タイトルマッチ】
WEC 13: Heavyweight Explosion（2005年1月22日）
○ ジェイソン・ランバート（1R 2:45 ギブアップ）リチャード・モントーヤ × 【ライトヘビー級王座決定戦】
○ ジョルジ・オリヴェイラ（判定3-0）ショーニー・カーター ×
○ ブランドン・ヴェラ（2R 1:12 ギブアップ）マイク・ホワイトヘッド × 【ヘビー級トーナメント決勝】
○ マイク・ホワイトヘッド（1R 3:43 TKO）テレル・ディーズ × 【ヘビー級トーナメント1回戦】
○ ブランドン・ヴェラ（1R 0:51 KO）アンドレ・ムッシ × 【ヘビー級トーナメント1回戦】

### 2004年
WEC 12: Halloween Fury 3（2004年10月21日）
○ ショーニー・カーター（1R 3:48 チョークスリーパー）ジョディ・ポフ ×
○ チェール・ソネン（判定3-0）アレックス・スティーブリング ×
○ ジェームス・アーヴィン（1R 2:27 KO）フセイン・ウシャニ × 【ヘビー級タイトルマッチ】
○ ジョー・リッグス（1R 1:50 TKO）チロ・ゴンザレス ×
○ クリス・ライトル（1R 2:53 チョークスリーパー）JTテイラー ×
○ ゲイブ・ルーディジャー（1R 3:05 チョークスリーパー）オラフ・アルフォンソ × 【ライト級王座決定戦】
○ マーク・ウィアー（1R 2:11 チョークスリーパー）ウィル・ブラッドフォード ×
○ ネイサン・ディアス（3R 2:17 三角絞め）アレックス・ガルシア ×
WEC 11: Evolution（2004年8月20日）
○ ショーニー・カーター（1R 3:13 TKO）ジェイソン・ビズウェル ×
○ ニック・アートル（判定3-0）ナム・ファン ×
○ ジェームス・アーヴィン（1R 1:44 TKO）ジョディ・ポフ × 【ヘビー級王座決定戦】
WEC 10: Bragging Rights（2004年3月21日）
○ カロ・パリジャン（判定3-0）ショーニー・カーター × 【ウェルター級タイトルマッチ】
○ ギルバート・メレンデス（3R 4:54 TKO）オラフ・アルフォンソ × 【ライト級王座決定戦】
○ アレックス・スティーブリング（2R 2:25 肩固め）ティム・マッケンジー ×
○ ライアン・シュルツ（判定2-0）ギル・カスティーリョ ×
○ ブレット・バーグマーク（1R 4:49 TKO）石井大輔 ×
○ アミール・ラナヴァルディ（1R終了時 TKO）宇良健吾 ×
WEC 9: Cold Blooded（2004年1月16日）
○ アレックス・スティーブリング（2R 1:54 三角絞め）ジョー・リッグス ×
○ ショーニー・カーター（1R 0:30 TKO）ゲイブ・ガルシア ×
○ イーブス・エドワーズ（判定3-0）デシャウン・ジョンソン ×
○ クリス・リーベン（2R 0:45 KO）マイク・スウィック × 【ミドル級王座決定戦】

### 2001年 - 2003年
WEC 8: Halloween Fury 2（2003年10月17日）
○ コール・エスコヴィード（2R 1:30 TKO）アンソニー・ハムレット × 【フェザー級タイトルマッチ】
○ ショーニー・カーター（判定2-1）JTテイラー × 【ウェルター級王座決定戦】
○ クリス・リーベン（1R 3:15 腕ひしぎ十字固め）ブライアン・スリーマン ×
○ ライアン・シュルツ（1R 0:25 KO）ハンニバル・アドフォ ×
WEC 7: This Time It's Personal（2003年8月9日）
○ ロン・ウォーターマン（3R 2:31 TKO）ジェームス・ネヴァレズ × 【スーパーヘビー級王座決定戦】
○ JTテイラー（1R 1:56 TKO）ライアン・シュルツ ×
○ マイク・トーマス・ブラウン（1R 0:54 チョークスリーパー）ジョン・レターズ ×
WEC 6: Return of a Legend（2003年3月27日）
○ フランク・シャムロック（1R 1:45 腕ひしぎ十字固め）ブライアン・パードー × 【ミドル級王座決定戦】
○ ジェレミー・ジャクソン（判定3-0）ショーニー・カーター ×
○ ニック・ディアス（1R 1:55 チキンウィングアームロック）ジョー・ヒューリー × 【ウェルター級王座決定戦】
○ ギルバート・メレンデス（2R 2:05 TKO）ジェフ・ヒューグランド ×
○ マイク・スウィック（3R 0:31 KO）宇良健吾 ×
○ ブランドン・ウルフ（判定2-1）ハンニバル・アドフォ ×
WEC 5: Halloween Fury（2002年10月18日）
○ コール・エスコヴィード（1R 3:07 三角絞め）フィリップ・ペレス × 【フェザー級王座決定戦】
○ ギルバート・メレンデス（1R 4:37 TKO）ゲーリー・クアン ×
WEC 4: Rumble Under the Sun（2002年8月31日）
○ ジェレミー・ホーン（1R 0:54 チョークスリーパー）アーロン・ブリンク ×
○ カート・ペレグリーノ（判定3-0）マック・ダンジグ ×
○ クリスチャン・ウェリッシュ（3R 3:42 TKO）ジェイ・ホワイト ×
○ マイク・スウィック（判定3-0）ジェームス・ゲイバート ×
○ ジェフ・カラン（判定2-1）バオ・クァーチ ×
WEC 3: All or Nothing（2002年6月7日）
○ シャーク・ジュリアン（1R 1:57 ギブアップ）シャノン・リッチ ×
WEC 2: Clash of the Titans（2001年10月4日）
○ ガン・マッギー（1R 0:12 ギブアップ）ロン・フェアクロス ×
○ ベンジー・ラダック（1R 1:01 TKO）ロイデン・デモッタ ×
WEC 1: Princes of Pain（2001年6月30日）
○ ダン・スバーン（判定3-0）トラヴィス・フルトン ×
○ ガン・マッギー（1R 1:25 ヒールホールド）セス・ペトルゼリ ×
○ レオナルド・ガルシア（2R 0:54 KO）ヴィクトル・エストラーダ ×